# Casa Mandela
La Casa Mandela es un museo en Soweto, en el municipio metropolitano sudafricano de Johannesburgo, está dedicado al expresidente, luchador y activista Nelson Mandela (1918-2013), el cual vivió allí durante un tiempo. Fue declarado Patrimonio Nacional en 1999.

## Descripción
La casa de ladrillo rojo de una sola planta está ubicada en la esquina de las calles Vilakazi y Ngakane, en el distrito de Orlando West. Presenta impactos de bala y quemaduras de cócteles molotov en las paredes exteriores. Cerca se encuentran la Casa Tutu, donde vivió el futuro arzobispo Desmond Tutu y el Monumento a Hector Pieterson.
La casa-museo está abierta al público. Incluye muebles usados por Mandela y su familia, así como sus fotografías, citas y recuerdos como el cinturón de campeón mundial del boxeador Sugar Ray Leonard, que le regaló a Mandela. El museo cuenta con un centro de visitantes y ofrece programas educativos para escolares.

## Historia

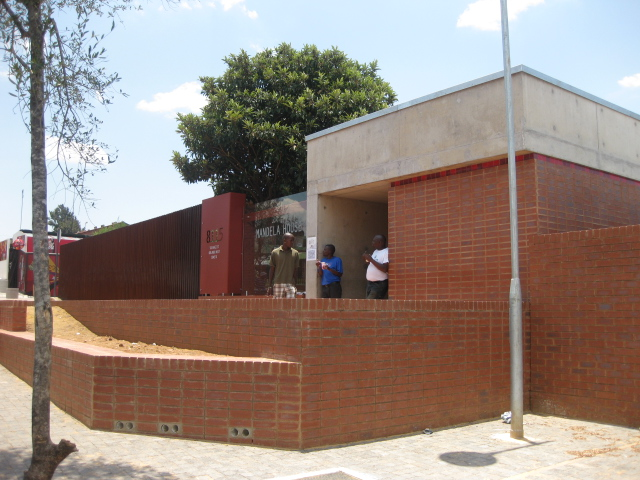
Área modernizada con centro de visitantes.

La casa fue construida en 1945 según planos de construcción estandarizados. Nelson Mandela y su familia se mudaron allí en 1946, viviendo hasta 1962, cuando pasó a la clandestinidad y posteriormente cumplió una larga condena de prisión. Su esposa Winnie Mandela vivió en la casa con sus hijos hasta que fueron desterrados a Brandfort. Tras su liberación en febrero de 1990, Mandela regresó a la casa. En su autobiografía, Un largo camino hacia la libertad, escribió:

That night I returned with Winnie to No. 8115 in Orlando West. It was only then that I knew in my heart I had left prison. For me No. 8115 was the centre point of my world, the place marked with an X in my mental geography.
Esa noche regresé con Winnie al número 8115 en Orlando Oeste. Fue entonces cuando supe en mi corazón que había salido de la cárcel. Para mí, el número 8115 era el punto central de mi mundo, el lugar marcado con una X en mi geografía mental.

Sin embargo, solo permaneció allí once días y más tarde se mudó a una casa en el distrito Houghton Estate de Johannesburgo.
Tras su divorcio de Winnie, Nelson Mandela cedió la casa al Soweto Heritage Trust el 1 de septiembre de 1997, que inauguró allí un pequeño museo en diciembre de ese año. Sin embargo, Winnie se negó a desalojar la casa y establecer un museo. En 1999, volvió a ser cedida al Soweto Heritage Trust. Entre 2008 y 2009, el museo fue renovado y se estableció un centro de visitantes.

## Popularidad
En 1999, Soweto fue el decimosexto lugar más popular para los turistas que visitaban Sudáfrica, atribuyendose en parte a la inauguración de la Casa Mandela en diciembre de 1997.